# 羽田健三
羽田 健三（はねだ けんぞう、1921年1月19日 - 1994年11月23日）は、日本の鳥類学者。信州大学名誉教授。理学博士（京都大学、1962年）。

## 人物
長野県北安曇郡大町（現大町市）生まれ。旧制大町中学（現長野県大町岳陽高等学校）、長野師範学校を経て、1944年東京高等師範学校卒業。応召・復員後、旧制大町中学教諭を経て、1952年信州大学教育学部に着任し、1968年教授。1973年志賀自然教育研究施設長を兼任。1986年退官。
本格的な長野県の植生図を作成し、長野県自然園の設計、繁殖野鳥86種類の生態の解明などの実績を残した。1992年、第1回山階芳麿賞受賞。
　

## 著書
- （共著）大町山岳博物館編『新・北アルプス博物誌 山と人と博物館』（信濃毎日新聞社, 2001年）
- （編）『鳥類の生活史』（築地書館, 1986年）
- （監修）『続々　野鳥の生活』（築地書館, 1985年）
- （監修）『続　野鳥の生活』（築地書館, 1976年）
- （監修）『野鳥の生活』（築地書館, 1975年/新装版・築地書館, 1997年）
- 『野鳥の生態と観察』（築地書館, 1975年）
- 『信濃野生鳥獣図鑑』（長野県林政課, 1970年）
- 『信州の鳥』（白馬書房, 1949年）